# UNDER17
UNDER17 (アンダーセブンティーン、アンセブ) est un duo Japonais ayant écrit de nombreuses chansons utilisées dans des génériques d'anime et de jeux vidéo. La chanteuse Haruko Momoi est très reconnaissable à sa voix bien particulière, montant très haut dans les aigus. Parmi les séries d'anime disponibles en France comportant des chansons de UNDER17, on peut noter DearS et Kujibiki Unbalance.

## Membres
- Haruko Momoi (voix, parole, composition)
- Masaya Koike (guitare, arrangement, composition)

## Albums
- UNDER17 Best Album 1 Bishoujo Game Song ni Ai wo!! - Lantis LACA-5235
- UNDER17 Best Album 2 Moé Song wo Kiwameruzo!! - Lantis LACA-5236
- UNDER17 Best Album 3 Soshite Densetsu he... - Lantis LACA-9045

## Singles
- UNDER17 meets Witch Vol.1 - Witch WIC-7427
- UNDER17 meets Witch Vol.2
- Mouse chu Mouse - Mouse no Theme - Lantis LACM-4083
- Love Slave - Lantis LACM-4135
- Popotan e.p. - Lantis LACM-4099
- Kyuuryuu Shoujo
- Popotan Maxi Single
- Popotan Character Song - It's A POPO Time - Lantis LACA-5216